# Chirmont (Belgique)
Ne doit pas être confondu avec Chirmont.
Chirmont est un hameau de la commune belge de Hamoir en province de Liège. 
Avant la fusion des communes, le hameau faisait partie de la commune de Comblain-Fairon.

## Situation
Chirmont se situe en rive gauche de l'Ourthe entre les villages de Fairon et de Comblain-la-Tour.  Qualifié plutôt de domaine, il se trouve sur une colline calcaire surplombant l'Ourthe de plus de 60 mètres. La rue de Chirmont partant de la N.654 Liège-Hamoir conduit à la colline entourée par l'allée du Domaine.

## Description
Ce hameau en pleine expansion est de construction récente. Les premières maisons y ont été construites après la Seconde Guerre mondiale. Aujourd'hui, Chirmont compte plus d'une centaine d'habitations, le plus souvent des pavillons bâtis dans un environnement semi boisé.